# Balephi
Balephi est une ville du Népal située dans le district de Sindhulpalchok.

## Géographie
Le village se situe dans une vallée entre la route Araniko et la jonction avec la route Balephi-Jalbire pour la route qui mène à Baramchi. La route Araniko delie Katmandou à la Chine, d'une distance de 114 kilomètres.